# Portugalsko kolonijalno carstvo
Portugalsko kolonijalno carstvo je uz španjolsko najstarije kolonijalno carstvo u povijesti. Trajalo je šest stoljeća, od osvajanja Ceute 1415. do povlačenja iz Makaoa 1999. i neovisnosti Istočnog Timora 2002. godine. Prekomorska ekspanzija Portugalaca počinje 1488. kada Bartolomeu Dias oplovljava Rt dobre nade, slijedi uspješno putovanje do Indije Vasca da Game 1498. te otkriće Brazila za koje je zaslužan Pedro Álvares Cabral 1500. godine.

## Kolonije
Sjeverna Afrika
- Aguz (1506. – 1525.)
- Alcácer-Ceguer (1458. – 1550.)
- Arzila (1471. – 1550., 1577. – 1589.)
- Azamor (1513. – 1541.)
- Ceuta (1415. – 1640.)
- Mazagão (1485. – 1550., 1506. – 1769.)
- Mogador (1506. – 1525.)
- Safim (1488. – 1541.)
- Agadir (1505. – 1769.)
- Tanger (1471. – 1662.)

Subsaharska Afrika
- Acra (1557. – 1578.
- Angola (1575. – 1975.)
- Ano Bom (1474. – 1778.)
- Arguim (1455. – 1633.)
- Cabinda (1883. – 1975.)
- Cabo Verde (1642. – 1975.)
- São Jorge da Mina (1482. – 1637.)
- Fernando Pó (1478. – 1778.)
- Portugalska zlatna obala (1482. – 1642.)
- Portugalska Gvineja (1879. – 1974.)
- Melinde (1500. – 1630.)
- Mombaça (1593. – 1698., 1728. – 1729.)
- Mozambik (1501. – 1975.)
- Quíloa (1505. – 1512.)
- São João Baptista de Ajudá (1680. – 1961.)
- São Tomé e Príncipe (1753. – 1975.)
- Socotorá (1506. – 1511.)
- Zanzibar (1503. – 1698.)•
- Ziguinchor (1645. – 1888.)

Zapadna Azija
- Bahrain (1521. – 1602.)
- Ormuz (1515. – 1622.)
- Mascate (1515. – 1650.)
- Bandar Abas (1506. – 1615.)

Indijski potkontinent
- Cejlon (1518. – 1658.)
- Lakadivi (1498. – 1545.)
- Maldivi (1518. – 1521., 1558. – 1573.)

Portugalska Indija:
- Baçaím (1535. – 1739.)
- Mumbai (1534. – 1661.)
- Calecute (1512. – 1525.)
- Cananor (1502. – 1663.)
- Chaul (1521. – 1740.)
- Chittagong (1528. – 1666.)
- Cochim (1500. – 1663.)
- Cranganor (1536. – 1662.)
- Dadra i Nagar Haveli (1779. – 1954.)
- Daman (1559. – 1962.)
- Diu (1535. – 1962.)
- Goa (1510. – 1962.)
- Hughli (1579. – 1632.)
- Nagapattinam (1507. – 1657.)
- Paliacate (1518. – 1619.)
- Coulão (1502. – 1661.)
- Salsette (1534. – 1737.)
- Masulipatnam (1598. – 1610.)
- Mangalore (1568. – 1659.)
- Surat (1540. – 1612.)
- Thoothukudi (1548. – 1658.)
- São Tomé de Meliapore (1523. – 1662.; 1687. – 1749.)

Istočna Azija
- Bante (16. – 18. st.)
- Flores (16. – 19. st.)
- Macau (1557. – 1999.)
- Macassar (1512. – 1665.)
- Malaca (1511. – 1641.)
- Molucas  (Amboina, 1576. – 1605.)
- Ternate (1522. – 1575.)
- Tidore (1578. – 1650.)
- Nagasaki (1571. – 1639.)
- Istočni Timor (1642. – 1975.)

Južna Amerika
- Brazil (1500. – 1822.)
- Cisplatina (1808. – 1822.)
- Francuska Gvajana (1809. – 1817.)
- Nova Colónia do Sacramento (1680. – 1777.)

Atlantik
- Madeira
- Azori

## Portugalski zločini nad domorocima kolonija
Od svih kolonijalnih sila, Portugalci su najviše robova izvezli iz Afrike u Ameriku. Nahrupivši s oceana na istočnoafričku obalu, Portugalci su gotovo odmah počeli pljačkati i paliti. Upadali su u grad za gradom, razarali i krali. Da Gama je opustošio Mombasu, d'Almeida zapalio Kilwu, da Cunha uništio Bravu i Zeilu. Godine 1505. najveće portugalsko brodovlje koje je ikad zaplovilo prema Indiji, pod zapovjedništvom budućeg potkralja d'Almeide, uzvratilo je na gostoprimstvo ratom. Jedan Nijemac ili Nizozemac koji je putovao s d'Almeidom ostavio je zapis o portugalskoj okrutnosti. Zlatni grad s "puno kuća visokih nekoliko katova" osvojen je, a da se zbunjeni stanovnici nisu ni odupirali. Ubrzo su "nadbiskupov zamjenik i nekolicina franjevaca stupili na obalu u svečanoj povorci noseći dva križa i pjevajući Te Deum". "Otišli su u palaču, spustili križ i admiral se počeo moliti. Tada su svi krenuli u pljačku, odnoseći svu robu i namirnice". Dva dana potom zapalili su ga. Isti svjedok kazuje kako je u Mombasi d'Almeida "naredio da se grad pohara i da svaki čovjek odnese na svoj brod sve što nađe". "Na kraju je plijen podijeljen, a svaki je čovjek dobio dvadesetinu onog što je našao. Isto se pravilo odnosilo na zlato, srebro i bisere. Tada su svi počeli pljačkati grad i pretraživati kuće, razvaljujući vrata sjekirama i željeznim polugama. U gradu je bila velika količina pamučnih tkanina za Sofalu jer se cijela obala time opskrbljivala iz Mombase. Zaplijenjeno je puno raskošne svile i zlatom vezene odjeće, te ćilima; jedan od njih, neuobičajeno lijep, poslan je, skupa s mnogim drugim dragocjenostima, portugalskom kralju". U zapisu iz 1518. godine Duarte Barbosa se sjeća kako je da Cunha postupio u Bravi na somalskoj obali. Taj "divan grad lijepih kamenih i ožbukanih kuća" uništili su Portugalci, pobivši ili zatvorivši stanovnike, te uzevši bogat plijen u zlatu, srebru i robi". Portugalski zapisi pokazuju da je od prvog putovanja Vasca da Game do 1612. bilo još 1 231 putovanje brodom do Indije i natrag, što je u prosjeku 10 putovanja godišnje. Između 1500. i 1600. zabilježeno je čak 66 brodoloma, a neki su brodovi stradali u sukobu s neprijateljima. Kada je prvi zanos pljačkanja prošao bilo je teško naći brodove i posadu. Pošto su nizozemski pomorci jačanjem trgovine istisnuli portugalske, a poslije i engleski i francuski, Portugalci su oko 1650. godine mogli držati samo nekoliko jakih uporišta (otok Mozambique, Mombasa i Tete daleko u gornjem toku Zambezija) te nekoliko manje važnih trgovišta u unutrašnjosti. U manje od 100 godina portugalskim osvajanjima uništeno je ono što je stvarano stoljećima. Europsko gusarenje zapadnoafričkom obalom počinje 1441. kada je Antam Goncalves zarobio "dva Maura" (Berbera iz Sanhandže) i odveo ih u Lisabon zajedno s još 7 zarobljenika. Dvije godine kasnije Nuno Tristao poveo je još jedan mali prepad blizu Arguina, malo južnije, a uskoro nahrupljuju gusari. Zurara u analima objavljenim u Lisabonu 1453. spominje napade na goloruke ribarske obitelji i nomade, a Fernandez južno od Arguina zarobljuje pet žena i nasilno odvodi na brod. Godine 1482. u ganskom primorju Portugalci traže od lokalnog poglavice zemljište za gradnju kuće u kojoj bi mogli skladištiti robu, na mjestu koje će se kasnije zvati Elmina. Poglavica je nevoljko pristao, a zatim se iznenadio vidjevši kako Portugalci grade nešto što je očito puno veće od kuće i to još na mjestu koje su domoroci smatrali svetim. Portugalska izvješća govore da se zapovjednik imenom Azambuja uspio izvući iz okršaja koji je uslijedio, te da su "radovi napredovali tako brzo da su za 20 dana zidovi tvrđave dostigli punu visinu, a toranj također". Potom je Azambuja ostao "u utvrdi 2 godine i 7 mjeseci, za to vrijeme podigao vješala i stup sramote, te utanačio druge odredbe i sporazume s crncima, na veliku čast i čest kralju Portugala", ne zaboravljajući do temelja spaliti selo mjesnog poglavice. Pereira 1506. piše o području između ušća Senegala i Sierra Leonea: "Kada se trgovina dobro organizira, možemo očekivati više od 3 500 robova godišnje, puno slonovskih kljova, nešto zlata, finih pamučnih tkanina i obilje druge robe". U tom području se trgovalo s dyulama koji su poslovali sa svojih tržišta u Maliju, te s volofskim državama u Senegalu i nizom manjih primorskih zajednica kojima su upravljali poglavice.
Govoreći o tome zašto je urozvijski kralj 1690-ih protjerao sve Portugalce iz svoje zemlje, portugalski potkralj Goe opisao je i mnoge druge nevolje koje su snašle njegove sunarodnjake. "Ovi su ratovi izbili zbog nadmenosti naših vlastitih ljudi koji su držali puno Afrikanaca (kao robove), te u mnogo čemu pretjerivali, što u afričkih kraljeva i prinčeva izaziva gnušanje. Svatko (od Portugalaca) želi biti vladar". Razina portugalskih "civilizatorskih napora" u Angoli i Mozambiku bila je tolika da do 1961. više od 99% domaćeg pučanstva nikad nije vidjelo unutrašnjost škole. U najvećem dijelu kolonija diljem Afrike uvedeno obrazovanje imalo je pružiti samo najosnovniju pismenost i osnovne račune potrebne drvosječama i vodonošama. 
Što se tiče srednjeg obrazovanja, u cijeloj tropskoj Africi do stjecanja neovisnosti potkraj 1950-ih bilo je tek par srednjih škola. U cijeloj Angoli je ranih 1950-ih bilo 68 sveučilišnih studenata.

### Sustavassimilado
U Portugalskoj Africi domorodac je mogao poboljšati svoj društveni položaj kroz sustav assimilado ili civilizado (prilagodba). Ako je htio postati prilagođeni, mogao se obratiti mjesnome sudu kojega su činili jedan Portugalac i dva domoroca. Morao je dokazati sudu da zna čitati i pisati portugalski, da je katolik, te da je materijalno neovisan i ima volju napustiti domorodačke običaje poput mnogoženstva i početi živjeti na europski način. Kad bi postao prilagođeni, dobio bi pravo na putovnicu i smio putovati, njegova djeca imala bi besplatno školovanje u državnim školama, mogao bi biti nadređen drugim domorocima i uživao bi biračko pravo. Ne bi više morao plaćati 30 šilinga tešku pristojbu za kuću, ali bi plaćao još viši europski porez na prihode. Bio bi zahvaćen vojnom obvezom i izgubio pravo na besplatno liječenje koje su imali neprilagođeni Afrikanci. Međutim, od više od milijun stanovnika ranih 1950-ih bilo je tek 30 000 prilagođenih u Angoli i 4 578 u Mozambiku.
Portugalci su početkom 1900. godine bili ponudili Britancima cijeli Mozambik za 3 000 000 funti, no ovi su odbili. U glavnom gradu zločin je bio gotovo nepoznat, tako da je ranih 1950-ih imao samo 68 policajaca. Angola je bila zemlja s najmanje konja na svijetu, njih 813, a zaostajala je po razvijenosti za Mozambikom. Portugalci su poticali naseljavanje bijelaca i oko 11 000 ušlo ih je u zemlju 1951. godine. Većinom nisu uspjeli steći bogatstvo. Želeći privući koloniste, vlada u Lisabonu nudila je svakom oženjenom portugalskom seljaku starijem od 30 godina komad zemljišta od 20 h, od toga 3 navodnjena i 17 suhih. Uz to bi odmah dobio kravu, ovcu, skotnu svinju, šest pačića i nekoliko kunića. Od nekoliko tisuća kolonista očekivanih godine 1953. pristigla su samo 124.